# Mikro
Mikro (micro; simbol µ) prefiks je u SI sustavi jedinica koji označava faktor od 10–6 (milijuniti dio). Simbol je grčko slovo mi (µ).
Potvrđen 1960. godine, dolazi iz starogrčkog μικρός (mikros), što znači mali.
Općenito, prefiks znači „vrlo mali“.

## Vanjske poveznicee
- BIPM stranica